# Мда
Мда (рус. Мда) река је на северозападу европског дела Руске Федерације, десна притока реке Мсте и део басена реке Неве и Балтичког мора. Протиче преко територије Љубитинског рејона који се налази на северу Новгородске области.
Настаје спајањем два мања потока, Мдичке и Ољхе на западним обронцима Валдајског побрђа. Укупна дужина водотока је 91 километар, док је површина сливног подручја око 673 km².
На њеним обалама налази се варошица Неболчи.